# Skinnskatteberg
Skinnskatteberg – miejscowość (tätort) w Szwecji, w regionie administracyjnym (län) Västmanland, w gminie Skinnskatteberg.
Według danych Szwedzkiego Urzędu Statystycznego liczba ludności wyniosła: 2383 (31 grudnia 2015), 2349 (31 grudnia 2018) i 2283 (31 grudnia 2019).